# Burgstall Steinhaus (Mitterfels)
Der Burgstall Steinhaus bezeichnet eine abgegangene mittelalterliche Turmhügelburg (Motte) 250 m nordöstlich von Schloss Mitterfels in Steinhaus, einer Einöde im niederbayerischen Markt Mitterfels im Landkreis Straubing-Bogen. Die Anlage wird als Bodendenkmal unter der Aktennummer D-2-7042-0026 als „Burgstall des Mittelalters“ geführt.

## Beschreibung
Der Burgstall Steinhaus liegt am linken Ufer der Menach, eines nördlichen Zuflusses  zur Donau. Er liegt auf einem nach Norden, Westen und Süden steil abfallenden Bergsporn. Er ist von dem nach Osten ansteigenden Gelände durch einen in den Fels getriebenen, steilwandigen Halsgraben abgetrennt. Die ganze Anlage ist etwa 140 (in Ost-West-Richtung) mal 80 (in Nord-Süd-Richtung) m groß. Das im Osten vorhandene Burgplateau ist ungefähr 20 m breit und weist einen schildartigen Buckel auf. Nach Westen zu verjüngt es sich dreieckfömig. An der Spitze des Dreiecks befinden sich zwei abgestufte, kleinere Terrassen. Das Plateau weist wallartige Erhebungen aus Bruchsteinen und stellenweise vorgelagerten Gräben auf. Sowohl auf dem Plateau wie auch auf den beiden Terrassen sind Steinbauten zu vermuten, von denen aber kein aufgehendes Gemäuer mehr vorhanden ist. Heute befindet sich hier der Einödhof Steinhaus.